# Gołębiew Stary (gromada)
Gołębiew Stary – dawna gromada, czyli najmniejsza jednostka podziału terytorialnego Polskiej Rzeczypospolitej Ludowej w latach 1954–1972.
Gromady, z gromadzkimi radami narodowymi (GRN) jako organami władzy najniższego stopnia na wsi, funkcjonowały od reformy reorganizującej administrację wiejską przeprowadzonej jesienią 1954 do momentu ich zniesienia z dniem 1 stycznia 1973, tym samym wypierając organizację gminną w latach 1954–1972.
Gromadę Gołębiew Stary siedzibą GRN w Gołębiewie Starym utworzono – jako jedną z 8759 gromad na obszarze Polski – w powiecie kutnowskim w woj. łódzkim, na mocy uchwały nr 30/54 WRN w Łodzi z dnia 4 października 1954. W skład jednostki weszły obszary dotychczasowych gromad Gołębiew Stary, Gołębiew Nowy, Kuczków, Raciborów i Sieciechów ze zniesionej gminy Kutno oraz obszar dotychczasowej gromady Raciborów ze zniesionej gminy Strzelce w tymże powiecie. Dla gromady ustalono 13 członków gromadzkiej rady narodowej.
Gromadę zniesiono 1 lipca 1968, a jej obszar wszedł w skład nowo utworzonej gromady Kutno-Wschód w tymże powiecie.